# Illigera cava
Illigera cava är en tvåhjärtbladig växtart som beskrevs av Breteler & Wieringa. Illigera cava ingår i släktet Illigera och familjen Hernandiaceae. Inga underarter finns listade i Catalogue of Life.